# Heartland Championship 2019
El Campeonato Heartland 2019 fue la decimocuarta edición de la segunda división de rugby de Nueva Zelanda. 
El campeón de la competencia fue North Otago, quienes lograron su tercer campeonato.

## Sistema de disputa
Cada equipo disputa 8 encuentros frente a sus rivales.
- Los cuatro equipos con mejor clasificación al final de la fase de grupos clasifican a la semifinal de la Copa Meads buscando el título de la competición.

- Los equipos ubicados entre la quinta y octava posición al final de la fase de grupos clasifican a la semifinal de la Copa Lochore, la copa que se asigna al ganador de los playoff por el quinto puesto.

## Clasificación
- Clasificación[1]

| Pos. | Equipo            | Encuentros | Encuentros | Encuentros | Encuentros | Tantos | Tantos | Tantos | PB | PB | Puntos |
| Pos. | Equipo            | PJ         | PG         | PE         | PP         | F      | C      | Dif    | BO | BD | Puntos |
| ---- | ----------------- | ---------- | ---------- | ---------- | ---------- | ------ | ------ | ------ | -- | -- | ------ |
| 1.º  | Thames Valley     | 8          | 6          | 0          | 2          | 240    | 163    | +77    | 4  | 2  | 30     |
| 2.º  | North Otago       | 8          | 6          | 0          | 2          | 241    | 166    | +75    | 3  | 2  | 29     |
| 3.º  | Wairarapa Bush    | 8          | 6          | 0          | 2          | 211    | 181    | +30    | 4  | 1  | 29     |
| 4.º  | Wanganui          | 8          | 5          | 0          | 3          | 294    | 184    | +110   | 6  | 2  | 28     |
| 5.º  | West Coast        | 8          | 6          | 0          | 2          | 217    | 232    | -15    | 3  | 0  | 27     |
| 6.º  | Buller            | 8          | 5          | 0          | 3          | 261    | 196    | +65    | 5  | 1  | 26     |
| 7.º  | South Canterbury  | 8          | 4          | 1          | 3          | 237    | 176    | +61    | 4  | 3  | 25     |
| 8.º  | Poverty Bay       | 8          | 3          | 0          | 5          | 237    | 257    | -20    | 6  | 2  | 20     |
| 9.º  | Horowhenua-Kapiti | 8          | 3          | 0          | 5          | 184    | 250    | -66    | 3  | 2  | 17     |
| 10.º | King Country      | 8          | 2          | 0          | 6          | 191    | 267    | -76    | 3  | 2  | 13     |
| 11.º | Mid Canterbury    | 8          | 1          | 1          | 6          | 161    | 236    | -75    | 2  | 2  | 10     |
| 12.º | East Coast        | 8          | 0          | 0          | 8          | 153    | 319    | -166   | 1  | 3  | 4      |

|  | Semifinales Copa Meads.      |
|  | Semifinalistas Copa Lochore. |

## Copa Lochore - Quinto Puesto

### Semifinal
| 19 de octubre | West Coast | 41 - 35 | Poverty Bay |  |  |

| 19 de octubre | Buller | 24 - 56 | South Canterbury |  |  |

### Final
| 27 de octubre | West Coast | 19 - 23 | South Canterbury |  |  |

| Bandera de Nueva Zelanda              |
| Ganador Copa Lochore South Canterbury |
| Segundo título                        |

## Copa Meads

### Semifinal
| 19 de octubre | North Otago | 27 - 25 | Wairarapa Bush |  |  |

| 19 de octubre | Thames Valley | 15 - 20 | Wanganui |  |  |

### Final
| 26 de octubre | North Otago | 33 - 19 | Wanganui |  |  |

| Bandera de Nueva Zelanda |
| Campeón North Otago      |
| Tercer título            |